# Villasayas
Villasayas es un municipio de España, en la provincia de Soria, partido judicial de Almazán, comunidad autónoma de Castilla y León. Cuenta con una población de 60 habitantes (INE 2024).

## Geografía

Término municipal.

«...Que lleva título de villa se halla situada en la falda de un cerro, atravesada por la carretera de Sigüenza a Almazán, El Burgo y Soria, enclavada entre los términos de Fuentegelmes, Pinilla, Ontalvílla, Cobertelada, Barahona, Sauquillo y Jodra de Cardos, y disfrutando clima sano, aunque bastante frío. 
Tiene unas 600 almas, Iglesia parroquial de primer ascenso, con órgano, dedicada a la Asunción de la Virgen; las ermitas de Ntra. Sra. de La Soledad y San Cristóbal, fuente de buenas aguas con su pilón para los ganados de labor, Casa-cuartel de la Guardia civil, y escuelas de niños y niñas dotadas ambas con 625 pesetas anuales, casa y retribuciones. 
El curato, carece de casa rectoral, corresponde al arciprestazgo de Barahona, y es centro de Conferencias, a donde asisten Fuentegelmes, Pinilla del Olmo, Ontalvilla, Sauquillo del Campo y Jodra de Cardos. 
Dista nueve leguas de Soria, su provincia y audiencia; tres de Almazán, su partido judicial; seis de Sigüenza y treinta y dos de Burgos, su Capitanía general. 
Entre las diferentes fuentes, que brotan en el término, se distinguen las tituladas Sima, Domingo, Majuelo, Aguamayor y Val de Pedro Muñoz. 
Los hermosos montes de encina, poblados a mitad de este siglo, a duras penas conservan hoy el nombre, para memoria de lo que fueron. 
El terreno con llanadas, cuestas y barranqueras, produce exclusivamente granos, legumbres y pastos, todo de bastante buena calidad. 
Su fiesta anual, la celebran a Ntra. Señora del Rosario....»

Desde el punto de vista jerárquico de la Iglesia católica forma parte de la Diócesis de Osma la cual, a su vez, pertenece a la Archidiócesis de Burgos, aunque históricamente ha pertenecido al obispado de Sigüenza, en el arciprestazgo de Barahona.
En su término e incluidos en la Red Natura 2000 los siguientes lugares:
- Lugar de Interés Comunitario conocido como Altos de Barahona, ocupando 3981 hectáreas, el 65 % de su término.[2]

- Zona Especial Protección de Aves conocida como Altos de Barahona ocupando 3068 hectáreas, el 50% de su término.[3]

## Historia
A la caída del Antiguo Régimen la localidad se constituye en municipio constitucional en la región de Castilla la Vieja, partido de Almazán, que en el censo de 1842 contaba con 140 hogares y 602 vecinos.
A finales del siglo XX crece el término del municipio porque incorpora a Fuentegelmes.

## Geografía humana

### Demografía
Cuenta con una población de 60 habitantes (INE 2024).
| Gráfica de evolución demográfica de Villasayas entre 1842 y 2021 |
| |
| Población de derecho según los censos de población del INE Población de hecho según los censos de población del INEEntre el censo de 1970 y el anterior, crece el término del municipio porque incorpora a 42552 (Fuentegelmes) |

### Población por núcleos
| Núcleos      | Habitantes (2000) | Habitantes (2010) |
| ------------ | ----------------- | ----------------- |
| Fuentegelmes | 31                | 30                |
| Villasayas   | 68                | 68                |

## Patrimonio

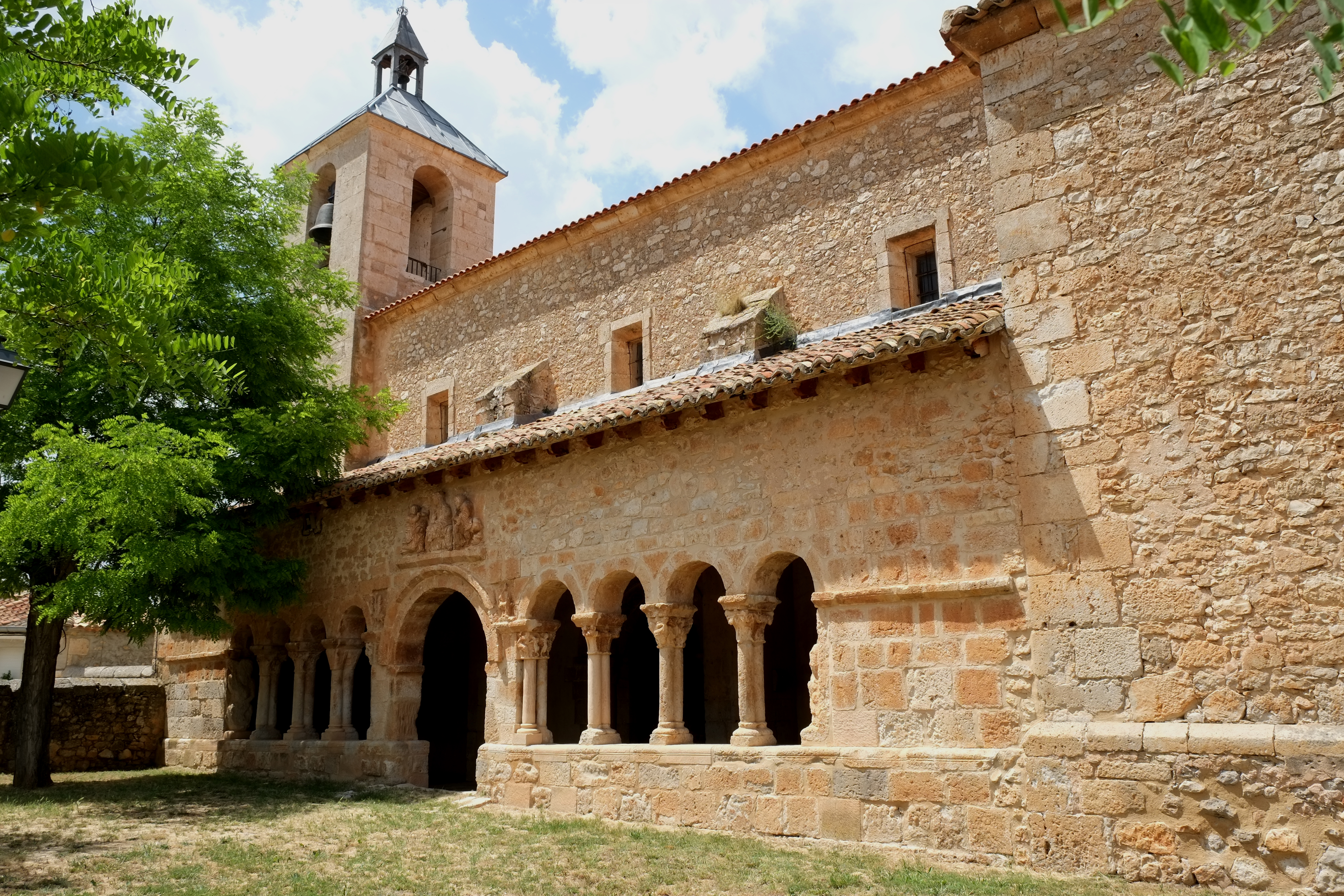
Iglesia de Nuestra Señora de la Asunción

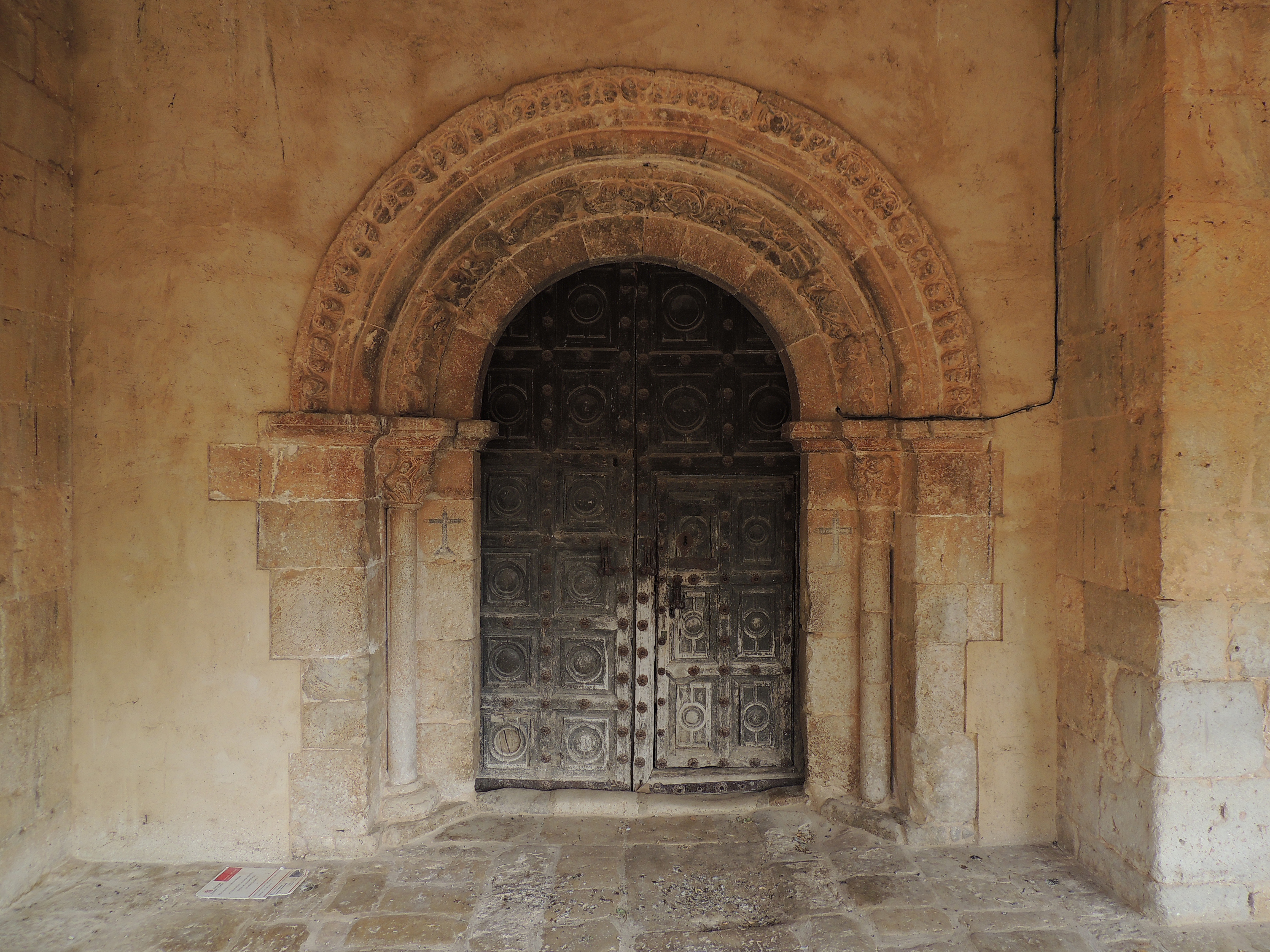
Portada de la iglesia

- Iglesia parroquial de Nuestra Señora de la Asunción. Fue declarada bien de interés cultural en la categoría de monumento el 7 de abril de 1993.[9]